# 2004年アテネオリンピックのエチオピア選手団
2004年アテネオリンピックのエチオピア選手団（2004ねんアテネオリンピックのエチオピアせんしゅだん）は、2004年8月13日から8月29日にかけてギリシャの首都アテネで開催された2004年アテネオリンピックのエチオピア選手団、およびその競技結果。

## 概要
今大会は金メダル2個、銀メダル3個、銅メダル2個の合計7個のメダルを獲得した。

## メダル
| メダル | 選手名                 | 競技 | 種目       |
| ------ | ---------------------- | ---- | ---------- |
| 金     | ケネニサ・ベケレ       | 陸上 | 男子10000m |
| 金     | メセレト・デファー     | 陸上 | 女子5000m  |
| 銀     | ケネニサ・ベケレ       | 陸上 | 男子5000m  |
| 銀     | シレシ・シヒネ         | 陸上 | 男子10000m |
| 銀     | エジェガエフ・ディババ | 陸上 | 女子10000m |
| 銅     | ティルネシュ・ディババ | 陸上 | 女子5000m  |
| 銅     | デラルツ・ツル         | 陸上 | 女子10000m |